# 北条祇園祭
北条祇園祭（ほうじょうぎおんまつり）は、茨城県つくば市北部、旧筑波町域の筑波山麓に位置する北条の八坂神社の祭礼。毎年7月下旬に2日間にわたって行われ、1日目を宵祇園、2日目を本祇園と呼ぶ。

## 概要
つくば市北条の八坂神社の祭礼。もともとは7月24日、25日に行われていたが、平成中期になって第4土・日となった。そのため、年によって開催日にズレがある。なお、2012年は5月6日に竜巻被害を受けたため、2020年から2022年まではコロナ禍のためそれぞれ山車や神輿の巡行が中止となった。2010年代後半ごろより、台風やゲリラ豪雨の影響で宵祇園が中止になったり、酷暑の影響で一部の巡行ができなくなったりすることが相次ぐようになっている。
近隣地区の祇園祭はもちろん、他の神社の祭礼と比較しても大規模なもので、10以上ある常会（町内）が所有する山車と神輿が巡行を行い、例年多くの人で賑わう。旧筑波町地区のみならず、つくば市全体で見ても、土着の祭礼としては最大の祭礼である。

## 山車・神輿の巡行

### 本神輿
八坂神社の神輿。年番で内町、仲町・横町、新町の各町から担ぎ手が出て担ぐ。もともとは年番町内の男性のみという規定があったが、担ぎ手不足のため2000年代に入ってから規定を改定し、全町内から担ぎ手を募集するとともに、女性の参加も認められている。現在の神輿は2011年に新調されたもので、前の神輿より重量が増している。なお、旧神輿は東日本大地震の被災地である岩手県に譲渡された。

### 山車・子ども神輿
各町の中に複数の「常会」があり、それぞれに山車や子ども神輿をもっている。ただし、常会によっては山車や神輿を所有していなかったり、所有していても手不足などの理由から巡行に出ていなかったりする場合もある。2024年現在で山車や神輿を所有する常会を以下に示す。
内町
- 多気本町
- 内町上丁
- 内町仲丁
- 内町大盡丁
- 内町下丁
- 裏堀常会

仲町
- 仲町上丁
- 仲町下丁（神輿のみ所有。10年以上巡行なし）
- 栄町
- 天王町（2019年を最後に巡行なし）

横町
- 横町

新町
- 新町（山車・神輿とも子供会の所有、管轄）

### 獅子籠
獅子舞がついた大型の神輿。その形状から「三角神輿」とも呼ばれる。もともとは内町が年番の年のみ巡行する神輿で（内町は広域であり、本神輿だけでは足りなかったことも影響している）、藁で組んだ非常に大きなものであったが、昭和30年代までに途絶えている。その後、2000年代初頭に有志団体「響獅紫」により復活。形状は往時のものとはかなり異なるが、団体として毎年巡航に参加している。もともとは北条と近隣地区からのみ会員を募集していたが、現在は市外在住でも入会できる。原則として会員でないと獅子籠の巡行には携われないが、逆に会員であっても自分の常会のみの参加でも問題はない。

## アクセス
- 首都圏新都市鉄道つくばエクスプレス つくば駅よりつくバス「北部シャトル」「小田シャトル」の「筑波窓口センター」下車、徒歩10分
  - 北条商店街は関東鉄道バスが通っているが、交通規制の時間帯は国道125号を経由する。